# Яшвиль, Владимир Владимирович
Князь Владимир Владимирович Яшвиль (1815—1864) — русский офицер, участник Кавказской войны, генерал-майор Свиты, командир Лейб-гвардии Уланского Его Величества полка и Лейб-гвардии Гусарского Его Величества полка, командующий 1-й кавалерийской дивизией. 

## Биография
Представитель калужской ветви грузинского княжеского рода Яшвилей. Единственный сын князя Владимира Михайловича Яшвиля, принимавшего участие в заговоре против Павла I, и Варвары Александровны Сухово-Кобылиной. Родился 19 (31) декабря 1815 года.
Воспитывался в пансионе Вейденгаммера, где его соучеником был И. С. Тургенев. Службу начал 2 декабря 1829 года фейерверкером в артиллерийском училище, по окончании которого был выпущен по второму разряду. 23 мая 1834 переведён юнкером в Уланский Его Императорского Высочества Великого Князя Михаила Павловича полк. 28 августа переведён в гусарский короля Вюртембергского полк с чином корнета. 31 января 1840 года по окончании курса в Образцовом кавалерийском полку с чином штабс-ротмистра прикомандирован к лейб-гвардии Гусарскому полку (31.01.1840-12.07.1842). Его сослуживцем был М. Ю. Лермонтов.
Дальнейшее поприще Яшвиля было омрачено следующим инцидентом. 21 июня 1842 года князь Яшвиль дрался на дуэли с штабс-ротмистром того же полка князем Александром Николаевичем Долгоруковым (1819—1842), сыном малороссийского генерал-губернатора Н. А. Долгорукова. Не желая смертельного исхода, Яшвиль стрелял в сторону, но пуля, отскочив от камня, сразила соперника наповал. 19 июля Яшвиль был разжалован в рядовые «до отличной против неприятеля выслуги» и сослан на Кавказ с зачислением в Куринский егерский полк.

На Кавказе в течение двух лет Яшвиль участвовал в 97 операциях против горцев, за что он был удостоен знака отличия Военного ордена, произведён в унтер-офицеры. 9 декабря 1844 года был произведен в корнеты с зачислением по кавалерии и прикомандирован к Кавказскому линейному казачьему войску (12.1844), позднее — к Моздокскому полку. В следующем году за участие в Даргинской экспедиции получил прежний чин штабс-ротмистра и был снова переведён в лейб-гвардии Гусарский полк, где назначен командиром 4-го эскадрона. В. А. Гейман, который был ранен в ходе боя и оказался объектом внимания князя Яшвиля, который «бросился разыскивать носилки», писал: 
Князь Яшвиль, кажется, обломок Золотой Орды, гвардейский лейб-гусар; за дуэль был разжалован, потом произведён в корнеты по кавалерии и состоял в распоряжении полковника Козловского. Я лично с князем не был знаком, но видел и сам испытывал благотворные последствия его неутомимых забот о раненых. Когда ему был возвращён прежний чин ротмистра, все искренне этому радовались, и уже гораздо позже назначение его командиром лейб-гусарского полка было принято всеми нами очень сочувственно. Князь Яшвиль вообще, по простодушному обращению со всеми, готовности во всякую минуту быть каждому полезным, снискал себе общую любовь.
По кавказской службе был известен Льву Толстому. Доктор исторических наук А. Л. Шемякин считает В. Яшвиля прототипом ротмистра Яшвина в романе Толстого «Анна Каренина».
В 1846 году он был произведён в ротмистры, а в 1849 году — в полковники. В 1854—1855 годах командирован для наблюдения за рекрутским набором в Тульской и Могилевской губерниях. Назначенный затем в 1855 году в распоряжение главнокомандующего южной армии, с оставлением в лейб-гвардии Гусарском полку, Яшвиль оставался в Крыму недолго и 6 марта 1856 года был назначен командиром Уланского принца Фридриха Вюртембергского полка. 26 августа он был пожалован в флигель-адъютанты, а 15 октября назначен командующим лейб-гвардии Уланским полком; по производстве 30 августа 1858 года в генерал-майоры был утверждён командиром полка и назначен в свиту Его Императорского Величества. 20 ноября 1858 года князь Яшвиль был назначен командиром лейб-гвардии Гусарского полка.
Во время Польского восстания 1863—1864 годов Яшвиль состоял военным губернатором в Вильно. Накануне крестьянской реформы владел с женой селом Якимовское и каширской деревней Долгой. 
Умер от тифа 7 (19) февраля 1864 года в Вильно, похоронен на Евфросиниевском кладбище.

## Награды
Был награждён:
- Знак отличия Военного ордена № 78071 за отличие на Кавказе (1842);
- орден Святой Анны 3 степени с бантом (1845);
- орден Святой Анны 2 степени (1847);
- орден Святого Владимира 3 степени (1857);
- орден Святого Станислава 1 степени (1860);
- орден Святой Анны 1-й степени с мечами (1862),
- командорский крест 2-й степени вюртембергского ордена Фридриха (1856)

## Портреты Яшвиля
- В 1840—1850-е годы художник-акварелист Александр Иванович Клюндер (1802—1874/1875?) нарисовал серию портретов офицеров лейб-гвардии Гусарского полка в качестве памятного подарка их полковому командиру генералу М. Г. Хомутову (1795—1864), переводившемуся в то время на новое место службы. Портрет Яшвиля был в коллекции, принадлежавшей А. Л. Потапову (1818—1886), и находился вплоть до Октябрьской революции в его усадьбе «Семидубравное», а сейчас — в Воронежском областном художественном музее им. И. Н. Крамского[K 2].
- Портрет В. В. Яшвиля, исполненный М. А. Зичи, был включён в «Серию портретов шефов и командиров лейб-гвардии Гусарского полка. 1868». Она состояла из 13 акварельных портретов командиров полка с 1815 по 1867 годы и 6 групповых фотографий офицеров полка. Серия была исполнена к 50-летнему юбилею Александра II как шефа полка[7].

## Семья
28 апреля 1847 года в Москве князь Владимир Владимирович обвенчался с Анной Михайловной Орловой (20.06.1826—29.03.1887), дочерью декабриста Михаила Фёдоровича Орлова и Екатерины Николаевны Раевской. Кузина Н. Н. Раевского, графиня Софья Александровна Бобринская (1797—1866), принявшая активное участие в подготовке приданого для Нинет, писала матери невесты: 
Столь благородный, столь достойный уважения характер князя Яшвиля есть порука Нининому счастию. Я знаю его, никогда не видавши; есть лишь одно мнение на его счет, и мнение только похвальное. Наконец-то, наконец настоящая и глубокая радость для вашего бедного сердца, которое столько страдало. Боже мой, что за добрую и счастливую весть вы мне сообщаете! Выдавать дочь за человека почитаемого, честного и доброго, о, это переживание ни с чем, должно быть, не сравнимо.
После смерти мужа, в течение нескольких лет жила в Новочеркасске, где состояла начальницей института (1867—1869). По словам современника, была «дамой толковой и умной». Похоронена возле церкви Св. Троицы в имение Сунки Черкасского уезда (надгробие сохранилось). В браке родились:
- Мария (1852—1927), фрейлина, сестра милосердия в Первую мировую войну; умерла в эмиграции в Праге.
- Софья (1854—после 1911), замужем за гофмейстером Сергеем Аполлоновичем Уваровым (1847—1900).
- Павла (1856—1881), поэтесса.
- Николай (1857—1897[источник не указан 1045 дней]), служил в лейб-гвардии Гусарском полку, женат на Наталье Григорьевне Филипсон (1861—1939), дочери сенатора Г. И. Филипсона.
- Лев (1859—1917), камер-юнкер, симбирский губернатор, женат с 1897 года на Домнике Владимировне (1874—1898), дочери капитан-лейтенанта Владимира Александровича Стаховича; с 1900 года женат на кузине первой супруги Анастасии Петровне (1881—1952), дочери Петра Александровича Стаховича.

## Комментарии
1. ↑  В словаре Половцева (Т.32. — С. 209) указано награждение орденом Святого Георгия 4 класса.
2. ↑  Однако исследователь Б. Г. Окунев оспаривал принадлежность портрета кисти Клюндера[6].